# Estádio Municipal Raimundão

O Estádio Municipal Raimundão é um estádio de futebol brasileiro localizado na cidade de Barra do Bugres, no estado do Mato Grosso, com capacidade para 2.000 pessoas
[ligação inativa].